# Sieć komputerowa
Sieć komputerowa – grupa komputerów i innych urządzeń połączonych z sobą kanałami komunikacyjnymi oraz oprogramowanie wykorzystywane w tej sieci. Umożliwia ona wymianę danych lub współdzielenia różnych zasobów.

## Przeznaczenie
Głównym przeznaczeniem sieci komputerowej – ideą, dla której została stworzona – jest ułatwienie komunikacji między ludźmi (będącymi faktycznymi użytkownikami sieci). Sieć umożliwia łatwy i szybki dostęp do – jak również otwiera techniczną możliwość tworzenia i korzystania ze – wspólnych zasobów informacji i zasobów danych. W sensie prawnym, i w pewnym przybliżeniu, użytkownicy sieci komputerowej są również jej beneficjentami.

## Cechy użytkowe
Poniżej wyszczególniono niektóre użytkowe cechy sieci komputerowej:
- ułatwienie komunikacji między ludźmi. Korzystając z sieci, ludzie mogą komunikować się szybko i łatwo przy wykorzystaniu odpowiednich programów komputerowych i oferowanych w danej sieci usług sieciowych. W odniesieniu do sieci Internet należy wyróżnić dwa rodzaje programów i skojarzone z nimi usługi:
  1. klient poczty elektronicznej – poczta elektroniczna
  2. przeglądarka internetowa – World Wide Web
- udostępnianie plików, danych i informacji

W środowisku sieciowym, upoważnieni użytkownicy mogą uzyskiwać zdalny dostęp do danych i informacji przechowywanych na innych komputerach w sieci, jak również sami mogą udostępniać posiadane zasoby
- udostępnianie zasobów sprzętowych

W środowisku sieciowym każdy podłączony do sieci komputer może uzyskać dostęp do urządzeń peryferyjnych uprzednio udostępnionych do wykorzystania sieciowego, na przykład drukarek sieciowych, pamięci masowych
- uruchamianie programów na komputerach zdalnych

Użytkownicy mający dostęp do sieci użytkownicy zdalni mogą uruchamiać na swoich komputerach programy zainstalowane na komputerach zdalnych
- rozpowszechnianie wolnego i otwartego oprogramowania

Sieć komputerowa, a w szczególności Internet, stymuluje rozwój i upowszechnianie oprogramowania tworzonego i udostępnianego na zasadach licencji GPL

## Składniki
Wśród składników sieci komputerowej można wyróżnić następujące główne grupy:
- hosty – czyli komputery sieciowe, dzięki którym użytkownicy mają dostęp do sieci
- serwery – stale włączone komputery o dużej mocy obliczeniowej, wyposażone w pojemną i wydajną pamięć operacyjną i pamięć masową
- medium transmisyjne – nośnik informacji realizujący funkcję kanału komunikacyjnego. Są to kable miedziane i światłowodowe oraz fale radiowe.
- sprzęt sieciowy – koncentratory, przełączniki, routery, karty sieciowe, modemy, punkty dostępu
- oprogramowanie – programy komputerowe zainstalowane na hostach, serwerach i innych urządzeniach sieciowych.

## Topologia

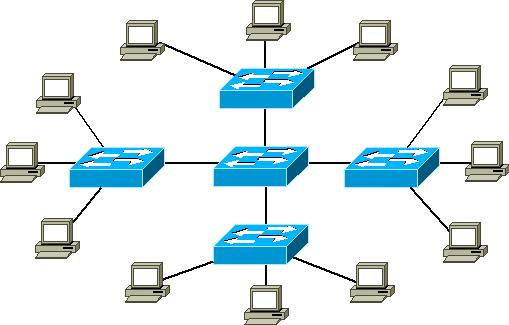
Schemat sieci w topologii rozszerzonej gwiazdy

Topologia fizyczna opisuje fizyczną realizację sieci komputerowej przez układ mediów transmisyjnych. Wyróżnia się następujące podstawowe układy:
- gwiazda – komputery są podłączone do centralnego punktu, zwanego koncentratorem lub przełącznikiem
- gwiazda rozszerzona – posiada punkt centralny i punkty poboczne; często spotykana dla sieci standardu Ethernet
- hierarchiczna – struktura podobna do drzewa binarnego;
- magistrala – komputery współdzielą jeden nośnik kablowy;
- pierścień – komputery są połączone między sobą odcinkami kabla, tworząc zamknięty pierścień, na przykład token ring
- pierścień podwójny – komputery są połączone dwoma odcinkami kabla, na przykład FDDI
- siatka – sieć rozszerzona o połączenia nadmiarowe; rozwiązanie stosowane w sieciach, w których jest wymagana wysoka niezawodność działania.

## Znane sieci
- ARPANET
- ALOHAnet
- BITNET
- Internet
- SIPRNet